# Robert de Lamanon
Pour les articles homonymes, voir Lamanon (homonymie).
Jean Honoré Robert de Paul de Lamanon, dit Robert de Lamanon, né le 6 décembre 1752 à Salon-de-Provence et mort le 11 décembre 1787 à Tutuila sur l'île de Maouna, Samoa, est un botaniste, physicien et météorologue français.
Sa passion l’amena à participer à plusieurs expéditions scientifiques, dont la dernière — l'expédition de La Pérouse (1er août 1785 - 11 décembre 1787) — lui fut fatale.

## Biographie
Robert de Lamanon appartient à la famille des seigneurs de Lamanon, anoblie en 1572. Né de Jean François de Paul de Lamanon et d’Anne de Baldony, Aixoise de naissance, il a deux sœurs et un frère aîné, Auguste Paul de Lamanon (1748-1820). Destiné par son père à la Marine, Auguste devient garde de la Marine à Toulon, puis officier. Il démissionne de la Marine à la mort de son père pour se consacrer à l'étude des sciences et des lettres.
Robert de Lamanon étudie la philosophie, puis la théologie à Avignon, puis à Arles. Il quitte les ordres et entreprend avec son frère un périple à travers l'Europe et les provinces françaises. Ils ramènent de ces voyages minéraux et plantes, documents, manuscrits, objets d'art, etc. Ils perfectionnent leurs études à Paris et y rencontrent les plus célèbres savants de l'époque : Pierre-Simon Laplace, Antoine de Jussieu, Jean le Rond D'Alembert, les frères Monge, Volney, Malesherbes et Condorcet, secrétaire de l'Académie des sciences.
Auguste de Lamanon s'adonne aux arts et lettres, tandis que son frère Robert se spécialise en physique et chimie. En 1780, ils regagnent Salon-de-Provence, où ils constituent un museum d'histoire naturelle, une collection d'œuvres d'art et une bibliothèque. Auguste devient premier maire-consul de Salon en 1782.
Robert repart seul pour de nombreux voyages d'étude. Il est nommé membre de l'Académie royale des sciences de Turin. Il publie dans le Journal de Physique de l'abbé Jean-André Mongez — qu'il allait retrouver dans l'expédition de La Pérouse — plusieurs mémoires de paléontologie, dont l'un déclenche une dispute avec Buffon. Les géologues considèrent généralement que Robert de Lamanon est le premier scientifique à avoir suggéré des preuves de l'origine lacustre du gypse dans le Bassin parisien.
Le 20 août 1783, Condorcet le fait admettre à l'Académie des sciences comme membre correspondant. Revenu à Salon, dont il était à son tour devenu premier maire-consul, il reçoit de Condorcet une invitation à se joindre aux savants désignés pour l'expédition dirigée par La Pérouse.

## Le dernier voyage

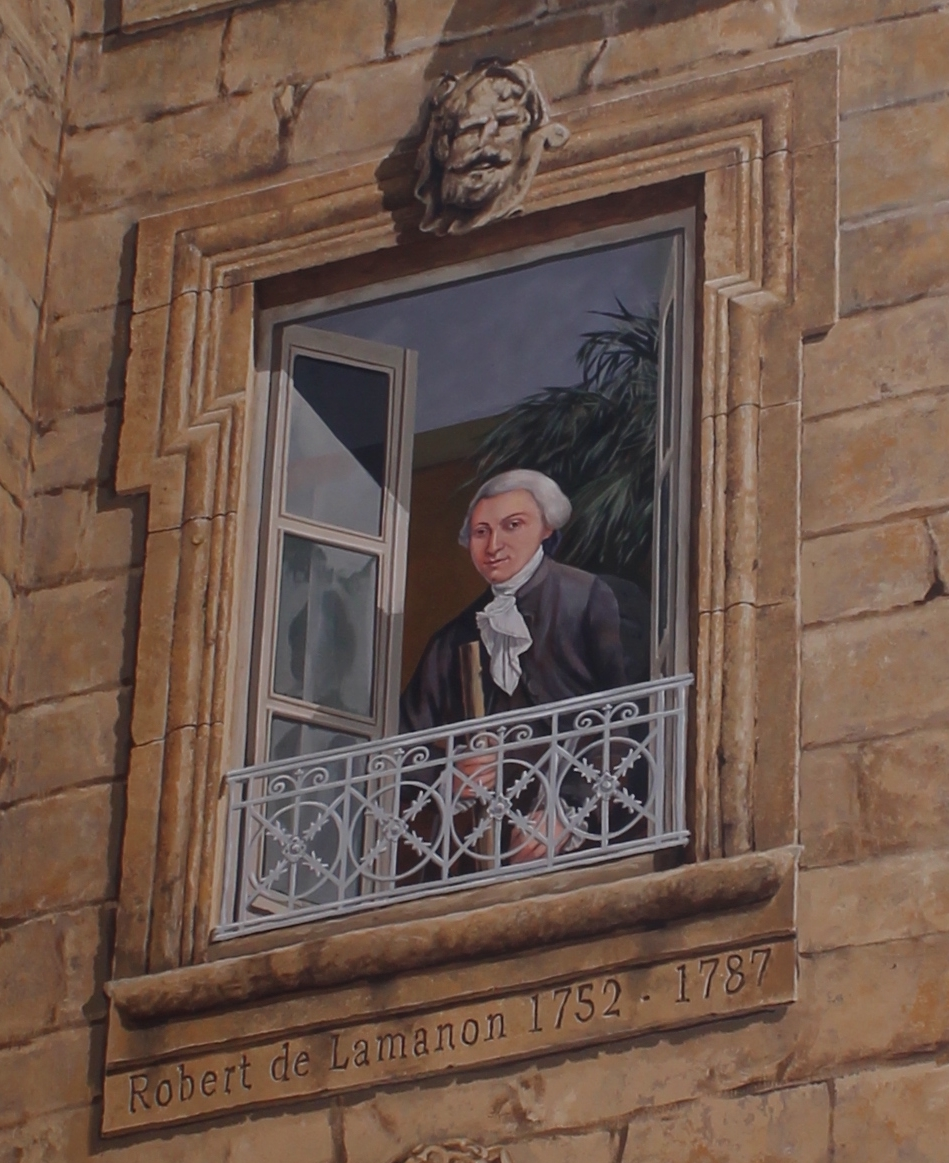
Robert de Lamanon - Peinture en trompe-l’œil au château de l'Empéri de Salon-de-Provence.

En 1785, La Pérouse est chargé par le roi Louis XVI d'un voyage de découverte autour du monde. Il part de Brest le 1er août avec les frégates La Boussole et L'Astrolabe. Robert de Lamanon fait partie de l'expédition.
Après avoir longé les côtes du Brésil, les frégates passent le cap Horn au mois de janvier 1786. C'est ensuite un périple de deux années passées à écumer l’océan Pacifique. À bord, la vie s’organise tant bien que mal et des observateurs rapportent que des frictions voient le jour parmi les passagers. En janvier 1787, un certain nombre d’entre eux, menés par Robert de Lamanon, entrent en conflit avec La Pérouse au sujet des honneurs que l’explorateur reçoit et refuse de rendre à ses collègues, au cours des escales, à Macao notamment. La susceptibilité de certains scientifiques est froissée. La Pérouse n’étant pas homme à accepter la révolte, les insurgés sont mis aux arrêts pendant une journée entière.
Tant bien que mal, et en dépit de l’ambiance morose, l’expédition se poursuit. À partir de la mi-décembre 1787, l’expédition se concentre sur les archipels des îles Samoa et Tonga.

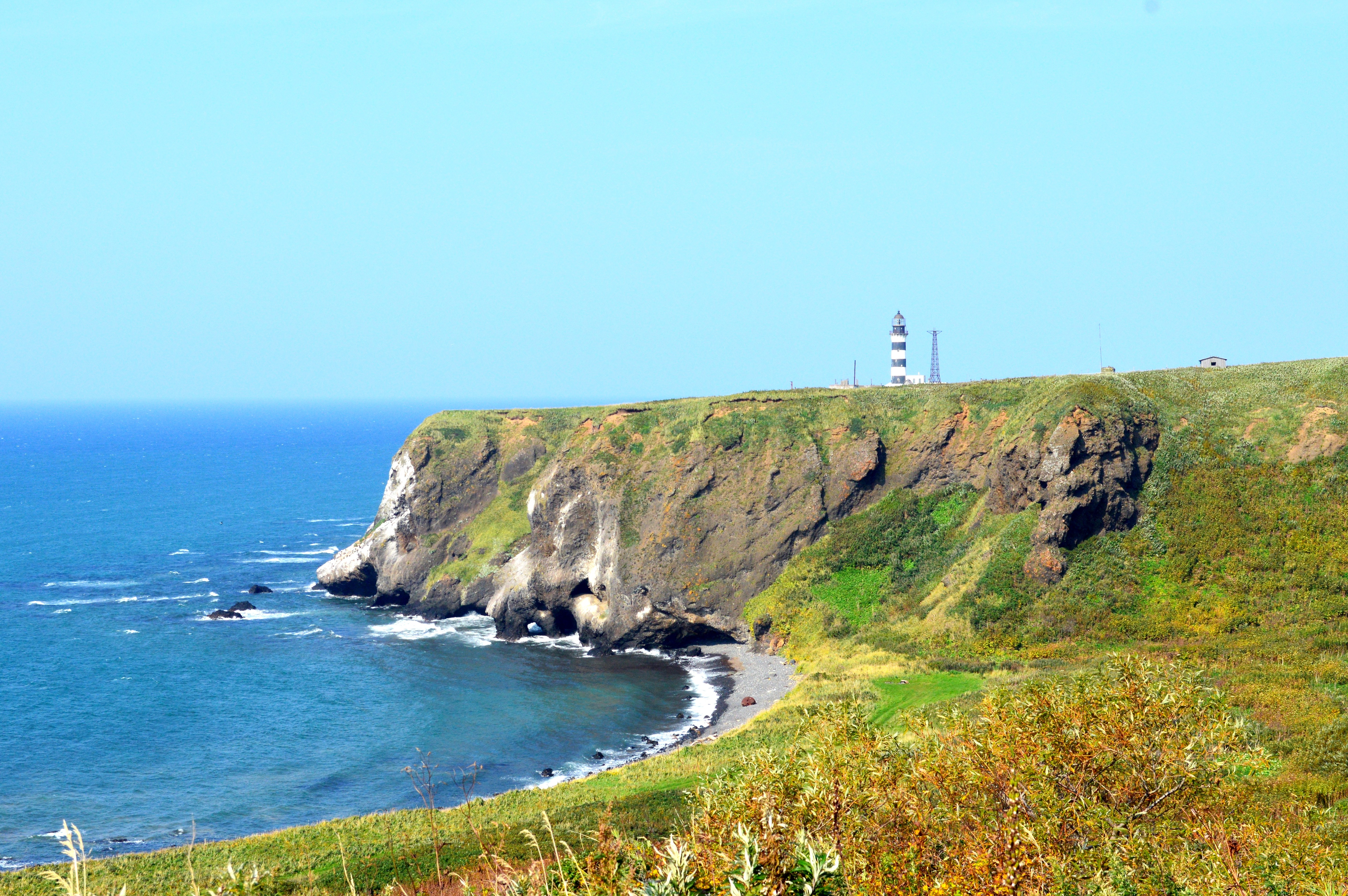
Cape Lamanon sur Sakhalin.

### 9 décembre 1787
Comme une île avait été repérée dans l’archipel des Tonga, l’île de Maouna (actuelle baie de Tutuila), les explorateurs tentent de s’en approcher, afin d’en faire le repérage. Un port indigène a été repéré et Paul Fleuriot de Langle, capitaine breton de l’Astrolabe, y débarque dans l’après-midi du 9 décembre. Il y reçoit bon accueil. De nombreux habitants de l’île ont embarqué sur des canots et observent les puissantes frégates françaises qui mouillent dans leurs eaux. De Langle, une fois revenu à bord, décide que l’endroit n’est pas suffisamment sûr pour y laisser les bateaux.

### 10 décembre 1787
Le lendemain matin, La Pérouse effectue une randonnée de découverte dans l’île. Plusieurs villageois le suivent et l’accueillent avec enthousiasme, allant jusqu’à l’inviter chez eux. Par la suite, l’explorateur louera les beautés naturelles qu’il a observées lors de cette marche. Il retourne ensuite sur l’Astrolabe et remarque qu’un chef indigène et sept de ses hommes se trouvent à bord. Il leur offre plusieurs présents.
Dans le même temps, deux officiers, Fleuriot de Langle, de l'Astrolabe, et Robert Sutton de Clonard, un lieutenant irlandais, informent La Pérouse de leur intention d’aller chercher de l’eau le lendemain dans la baie d’Aasu, en raison du risque de scorbut à bord. La Pérouse s’y oppose formellement et une dispute éclate. Finalement, il est convenu que Fleuriot de Langle irait bien sur l’île le lendemain. Dans la nuit, un orage éclate.

### 11 décembre 1787

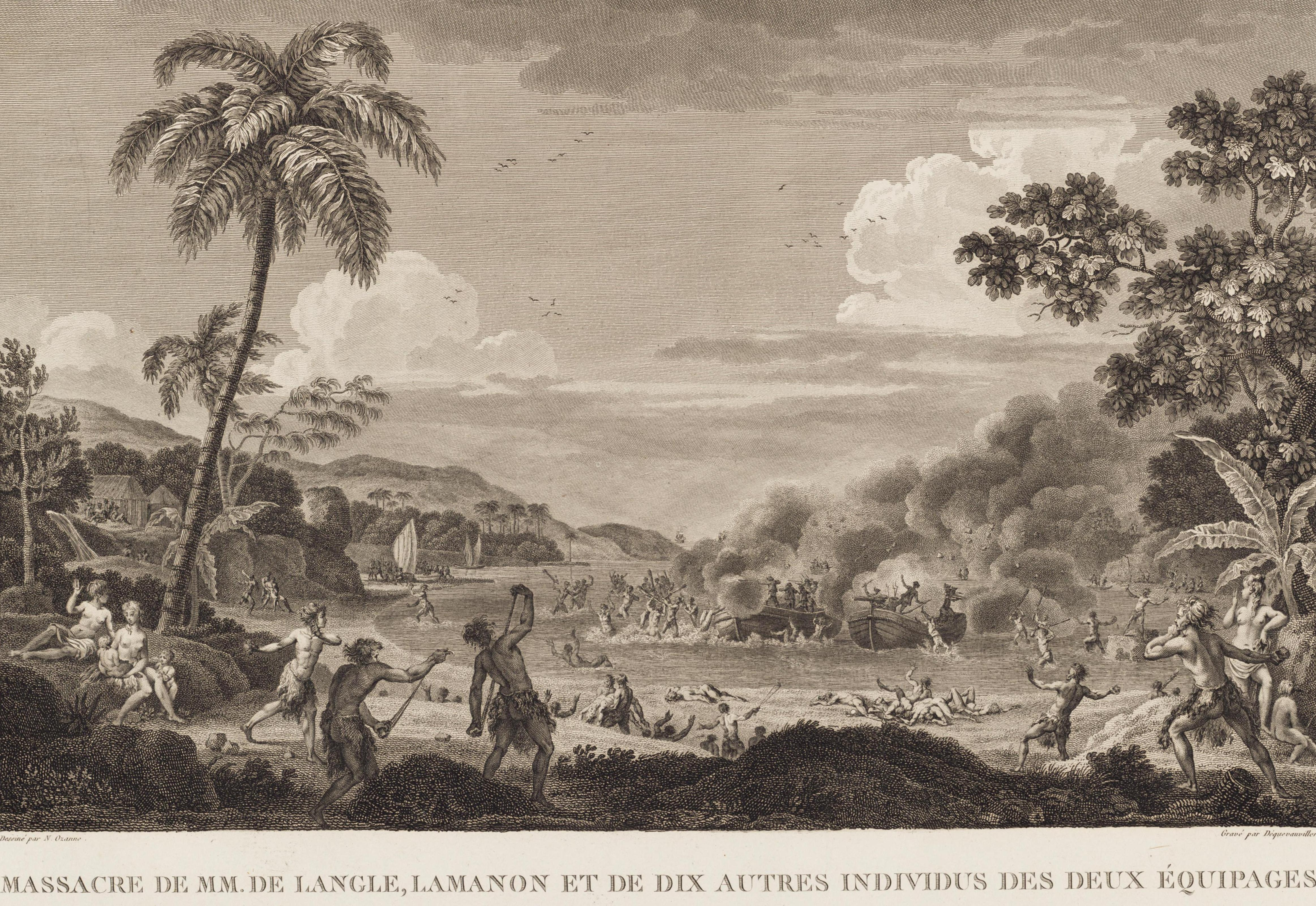
La mort de Fleuriot, Lamanon et de dix de ses hommes sur les plages de Manoua en 1787. Gravure de N. Ozanne (1797).

Le lendemain matin, à onze heures, de Langle prend avec lui 61 hommes regroupés dans quatre chaloupes. Parmi eux figure Robert de Lamanon. L’approche de l’île est assez difficile en raison des intempéries de la nuit passée. Finalement, on pose le pied sur la plage et l’on entreprend de recueillir de l’eau dans des tonneaux. Tout à coup, des pierres sont jetées par les indigènes. « M. de Langle n'eut le temps que de tirer ses deux coups de fusil ; il fut renversé, et tomba malheureusement du côté bâbord de la chaloupe, où plus de deux cents Indiens le massacraient sur le champ à coups de massue et de pierres. Lorsqu'il fut mort, ils l'attachèrent par un de ses bras à un tolet, afin sans doute de profiter plus sûrement de ses dépouilles[réf. nécessaire]. » Les Français ripostent, tuant, semble-t-il 39 indigènes. Douze Français sont tués. Robert de Lamanon trouve la mort dans ce tragique événement.
Informé du drame, La Pérouse préfère cesser ses relations commerciales avec les habitants de l’île et fait voile vers les Tonga.

## Mémorial
Un mémorial est érigé sur les lieux en 1883. Il porte les mots : « Morts pour la Science et la Patrie ».